# László Székely
László Székely (Vízakna, 5 giugno 1910 – Robecco Pavese, 27 novembre 1969) è stato un allenatore di calcio e calciatore ungherese, di ruolo centrocampista.
Ha trascorso la maggior parte dei suoi anni di allenatore in Turchia e grazie ai suoi successi è considerato uno degli allenatori della scuola ungherese più importanti in questo paese dove è stato allenatore della nazionale, del Galatasaray e in particolare del Fenerbahçe con cui ha vinto diverse competizioni e il campionato nazionale.

## Carriera

### Calciatore
Ex centrocampista nato a Vizakna,all'età di 15 anni inizia a giocare nella prima squadra del Nagyváradi AC (CA Oradea) dove resta per quattro anni. Nel 1929 torna in patria per svolgere il servizio militare ma con lo scoppio della seconda guerra mondiale il suo servizio militare viene prorogato fino alla fine della guerra. Nel 1945 inizia a giocare per l'MTK Budapest FC disputando una sola stagione e ritirandosi dal calcio giocato alla fine del 1946 per intraprendere la carriera di allenatore. 

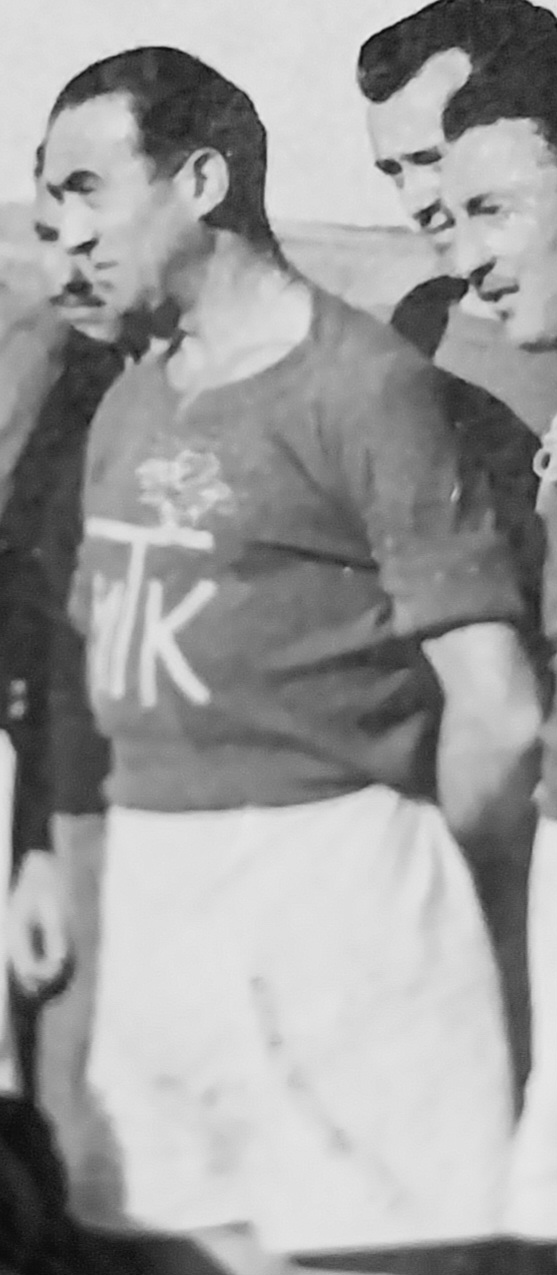
László Székely con la maglia del MTK nel 1946

### Allenatore
Tra il 1947 e il 1948 è allenatore nella seconda divisione ungherese e austriaca. Nel 1949 si trasferisce in Italia dove per una stagione è allenatore del Verona in Serie B.
Nel 1950 diventa allenatore della nazionale di calcio di Israele; resterà alla guida della nazionale per una sola stagione disputando solo due partite contro la Turchia, vincendo in casa per 5 a 2 e perdendo la seconda a Istanbul per 3 a 2.

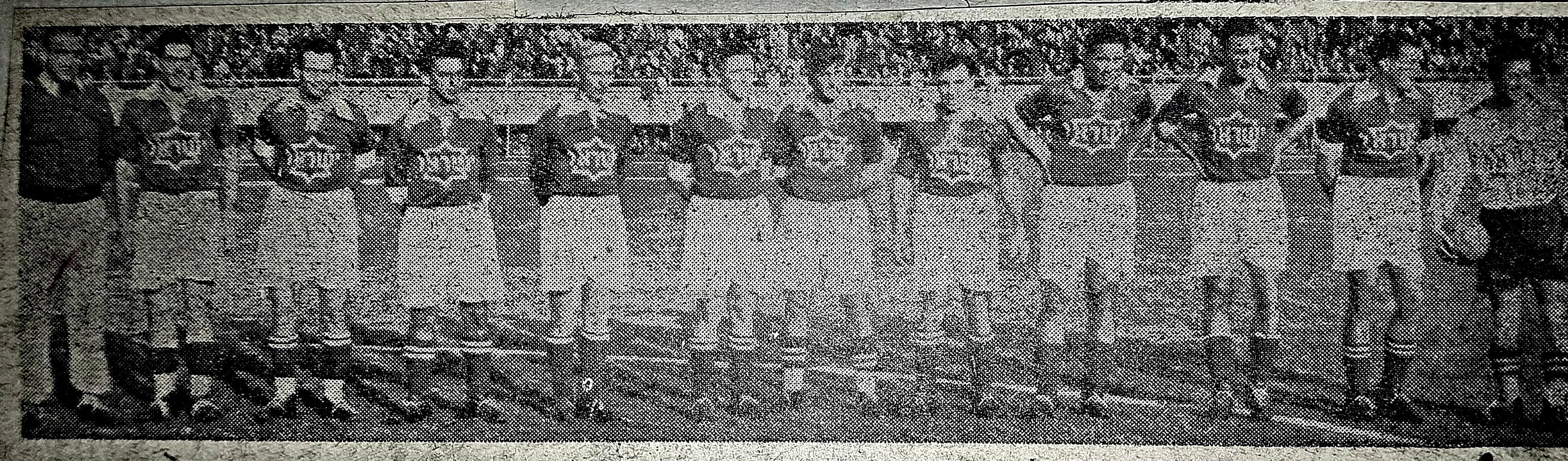
Nazionale di calcio Israeliana 1950

Giuseppe Carpani, l'arbitro che diresse il match di Tel Aviv in un'intervista sulla Gazzetta dello Sport descrive una squadra ben organizzata sul campo e dell'abilità di Székely nel riuscire a creare un gruppo ex novo in tempi molto brevi; questa sarà una delle doti che contraddistinguerà Székely per tutta la sua carriera. 

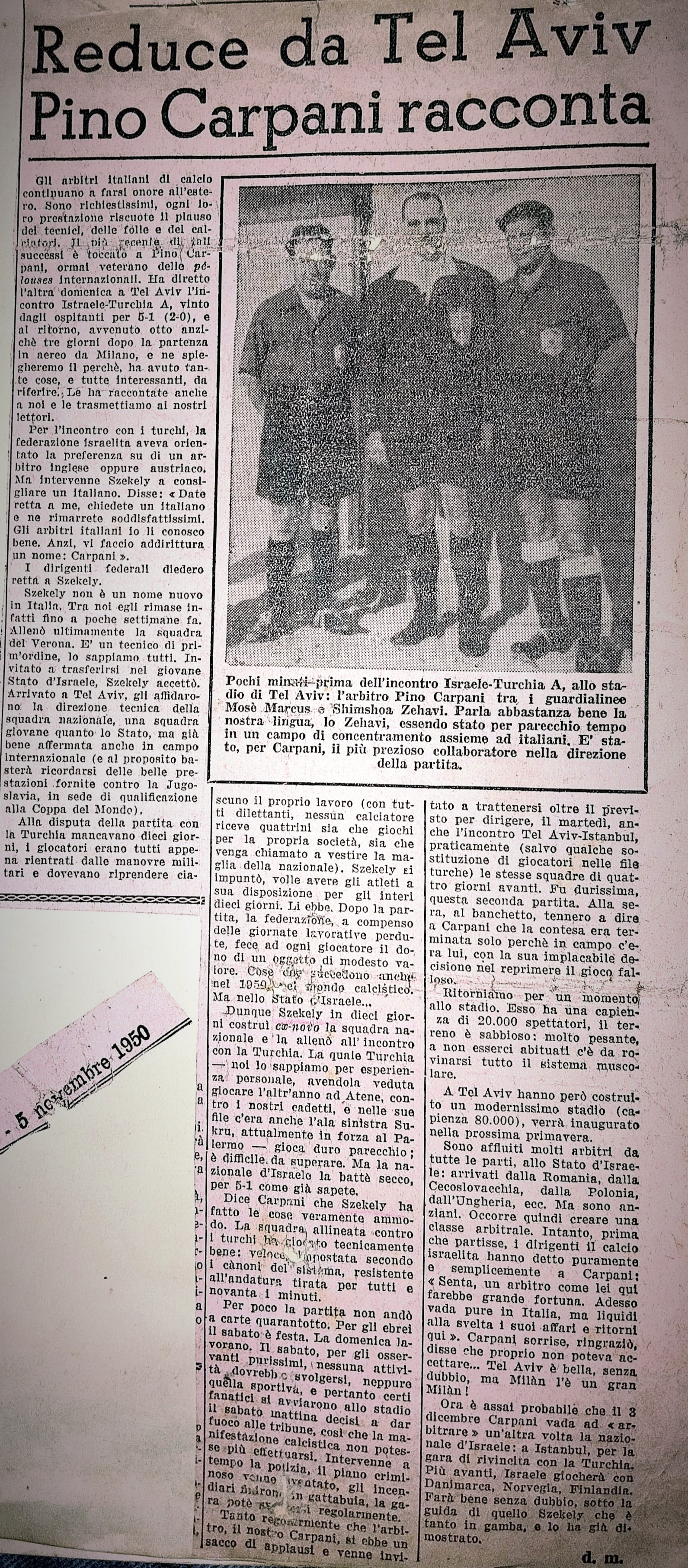
Giuseppe Carpani La Gazzetta dello Sport

#### L'avventura turca
Nel 1951 in Turchia stava avvenendo il passaggio al calcio professionistico e il Fenerbahçe era alla ricerca di un allenatore che fosse in grado di creare una gruppo che potesse competere con le altre squadre della lega calcistica di Istanbul; la scelta ricadde su Szekely che accettò la proposta fattagli dalla dirigenza.
Il triennio 1951-1953 per Székely e il Fenerbahçe è un periodo di grandi soddisfazioni, gli viene riconosciuto il merito di aver trasformato una squadra di giovanissimi giocatori in star internazionali giocando e vincendo partite con squadre di club estere; ne è un esempio la coppa Evita Peron vinta contro il club argentino Atletico Lanus nel 1952 e in ambito nazionale vincere senza sconfitte la Istanbul League nella stagione 1952-53 ai danni dello storico rivale Galatasaray.

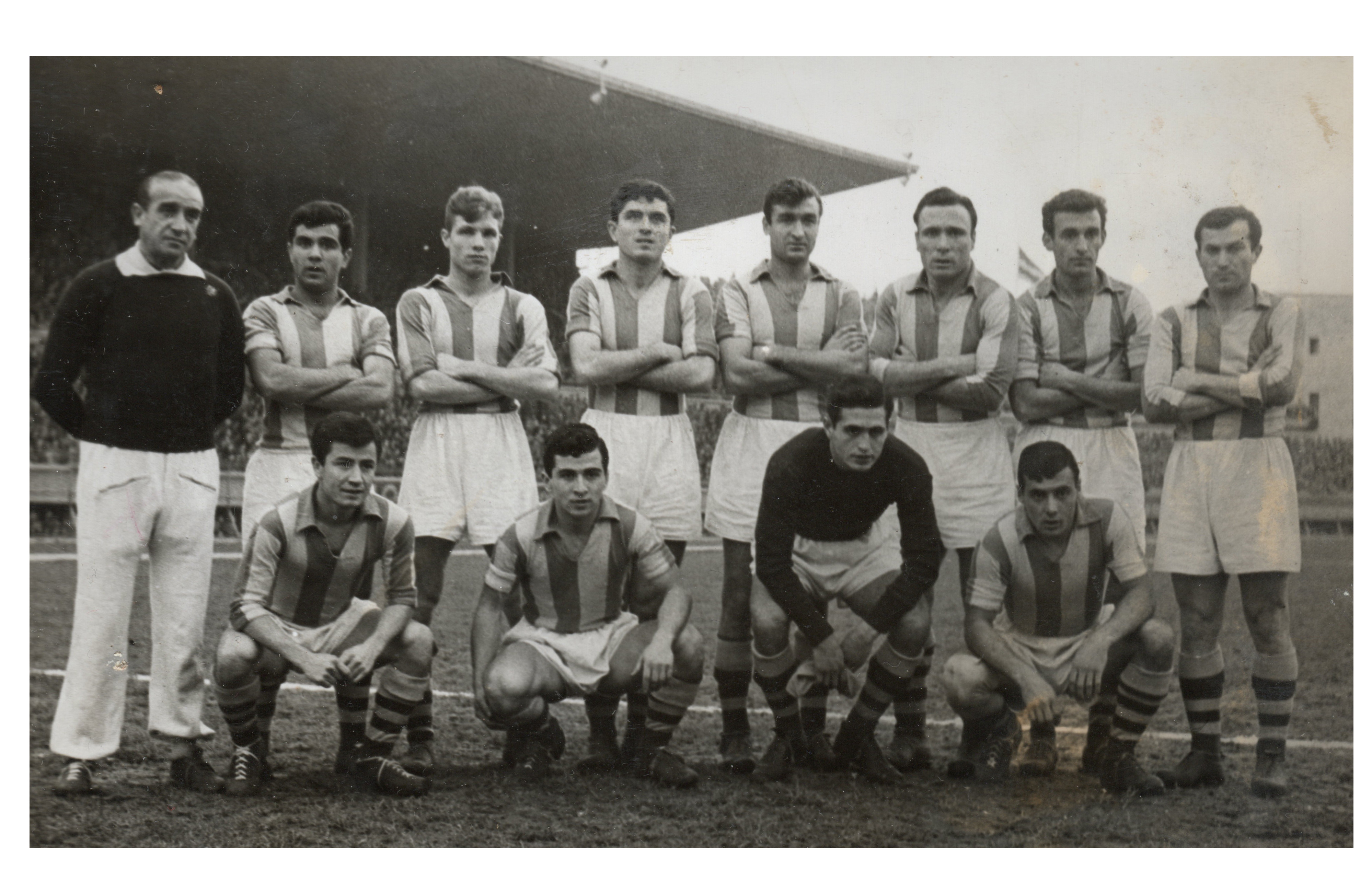
Fenerbahce 1951-53

Non avendo trovato un accordo per il rinnovo del contratto nella stagione 1953-54 firma con il Galatasaray; dopo le vittorie degli anni precedenti le aspettative sono tante e il secondo posto nella Istanbul League non soddisfa la società che decide di non riconfermarlo. 

#### La parentesi brasiliana
Il 1954 è la volta del Brasile dove allena nella massima serie, il Grêmio FBPA nella metropoli brasiliana meridionale di Porto Alegre. Successivamente allena la CA Juventus a San Paolo; da metà settembre 1955 diventa assistente allenatore (preparador do campo) sotto Francisco de Souza Ferreira "Gradim" al Fluminense FC di Rio de Janeiro. 

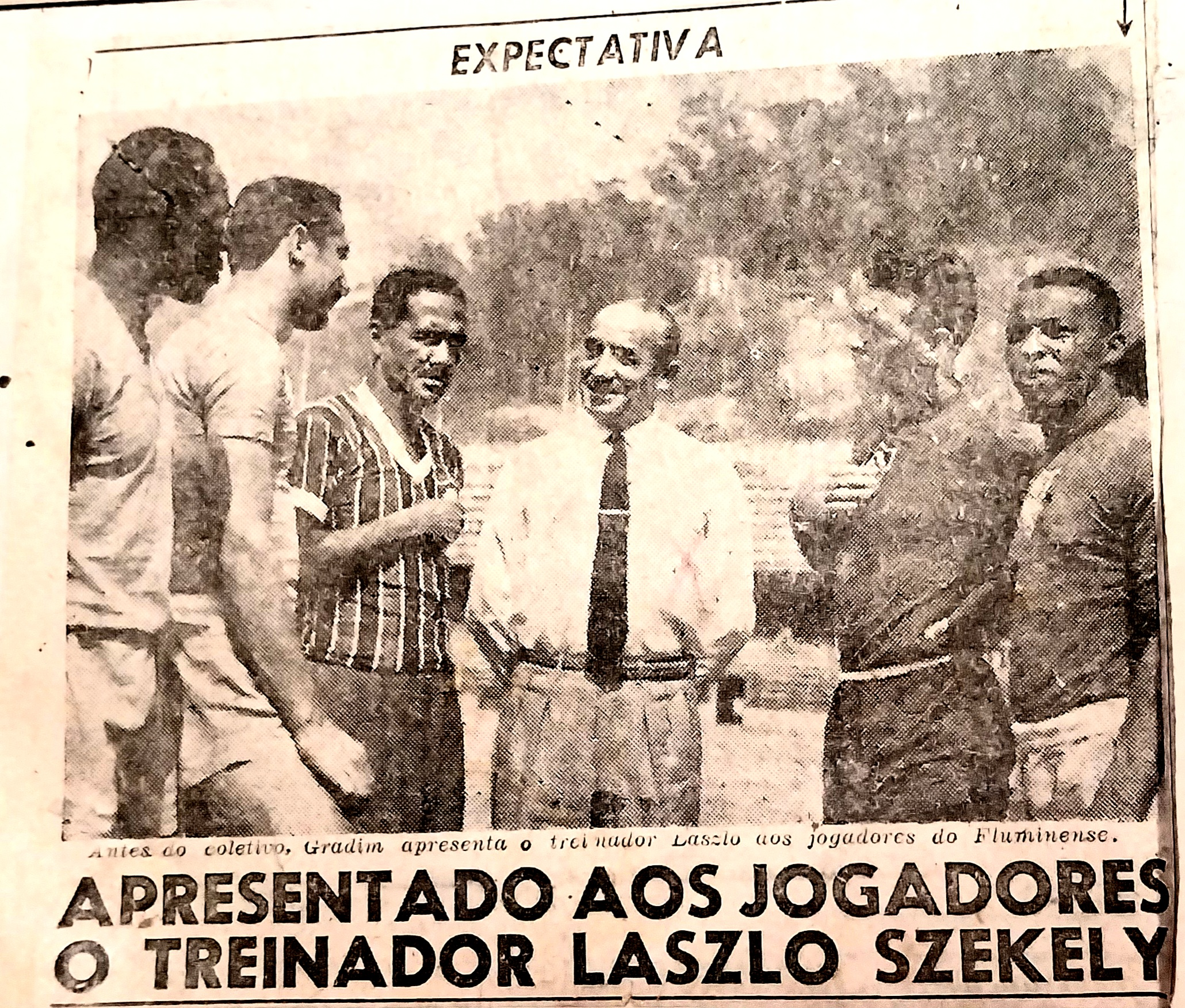
László Székely Fluminense

Nel 1956 ritorna in Turchia di nuovo con il Fenerbahçe; proprio qui nota le doti tecniche calcistiche di un giovane cestista della sezione basket che riesce a convincere a diventare calciatore professionista, facendo questo Szekely regala al Fenerbahçe Can Bartu che diventerà uno dei più grandi campioni di questo club e che con il suo talento contribuirà a far vincere nuovamente alla squadra la Istanbul League 1956-57.
Sempre nel 57 Szekely accetta la proposta fattagli dalla Federcalcio turca di diventare commissario tecnico della nazionale che era rimasta senza allenatore.

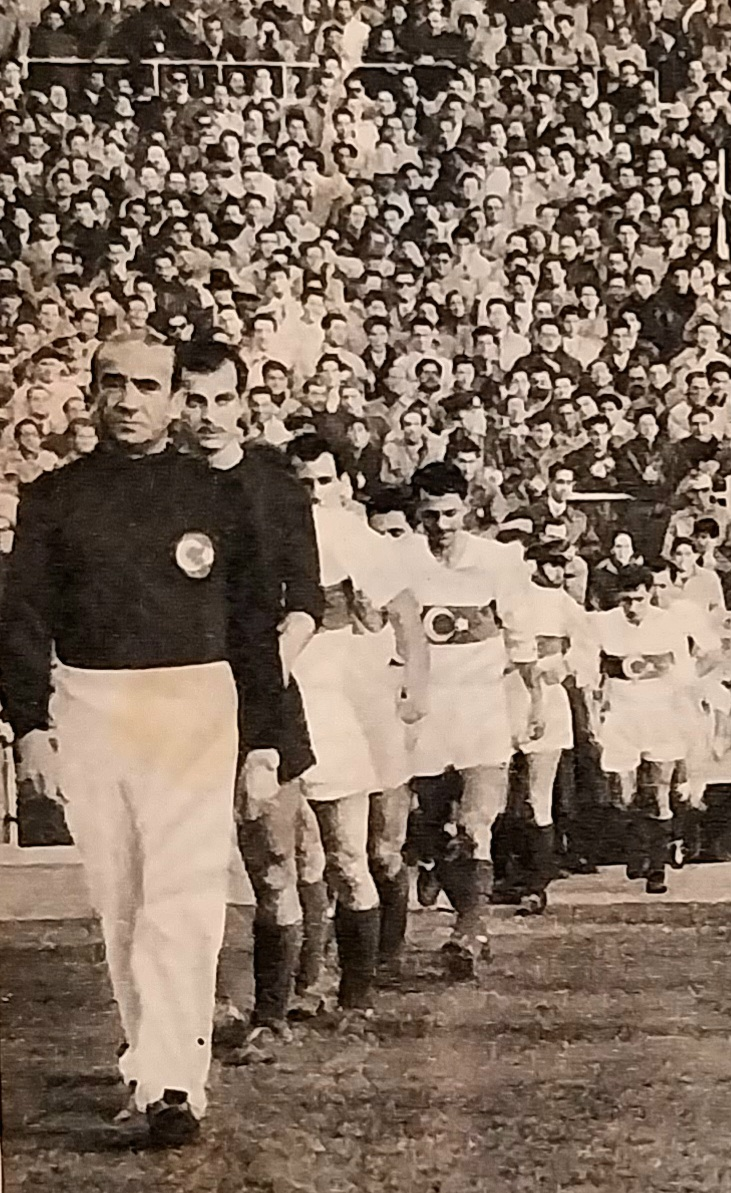
Nazionale di calcio turca con l'allenatore László Székely 1957

Anche in questa occasione in breve tempo crea un gruppo che riesce ad imporsi fuori casa contro Egitto e Polonia, pareggiare contro il Belgio e cedere solo contro la Spagna al Santiago Bernabeu. La sua esperienza in nazionale terminerà alla fine dello stesso anno.
Negli anni 1958 e 1959 guida diverse squadre tra cui il l'Adalet SK, Vefa Istanbul e il Karagümrük SK, sono anni da metà classifica senza mai brillare nel nuovo campionato nazionale chiamato "Super Lig".
Nella stagione 1960-61 ritorna nuovamente sulla panchina del Fenerbahçe ed è ancora un successo, la squadra vince il campionato all'ultima giornata per un solo punto di differenza ancora una volta ai danni del Galatasaray e conquistando anche la coppa Cemal Gürsel. 

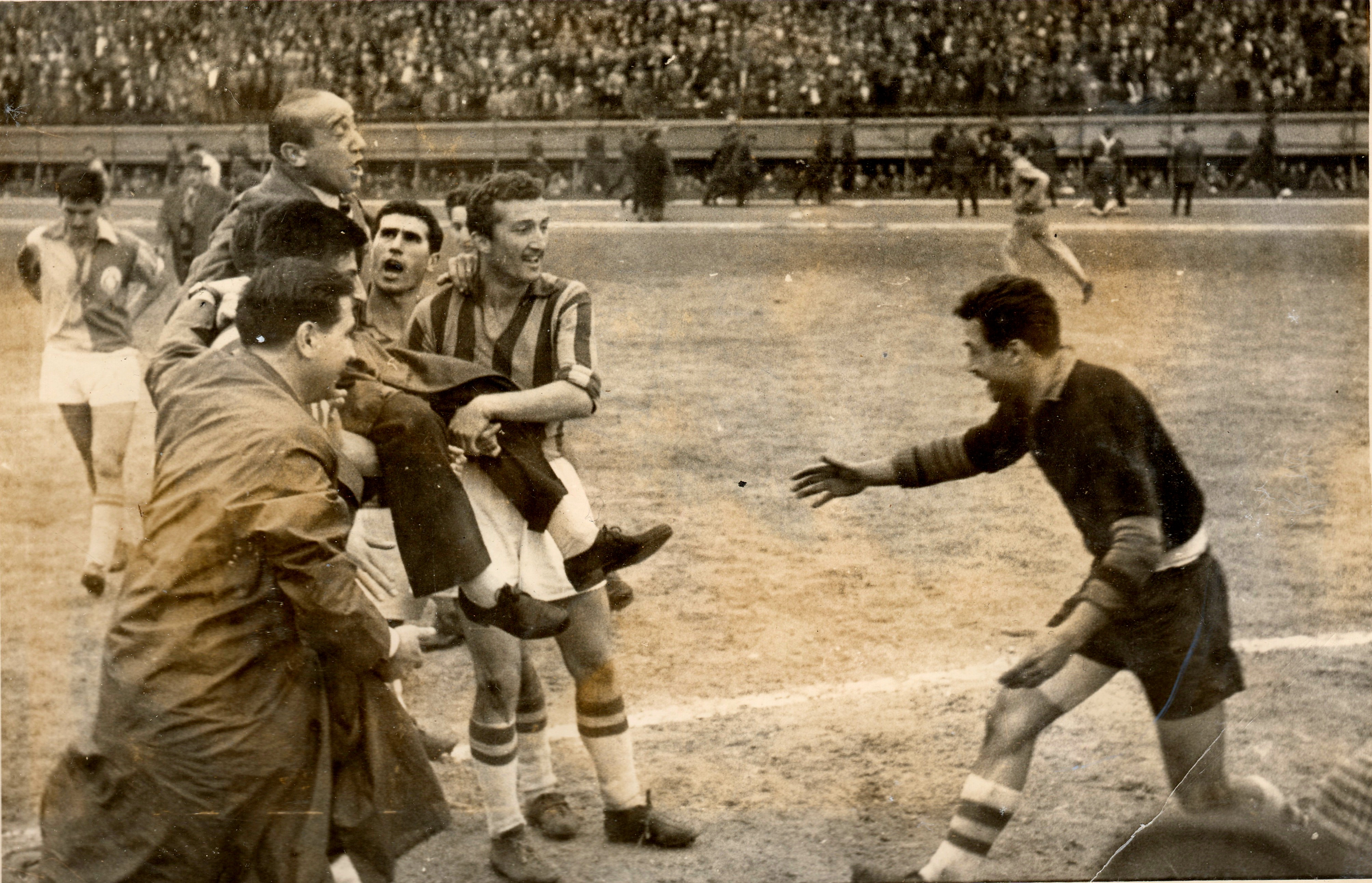

Nel 1962 viene riconfermato al Fenerbahçe ma dopo l'eliminazione al primo turno in coppa campioni e gli scarsi risultati in campionato viene esonerato prima della fine della stagione.

#### Il ritorno in Italia
Dopo L'esonero del Fenerbahçe sempre nel '62 accetta l'invito dell'allora allenatore ungherese della Fiorentina Nandor Hidegkuti (amico ed ex compagno di squadra ai tempi del MTK) che riesce a procurargli l'incarico di osservatore, sarà proprio Szekely che seguirà il trasferimento del turco Bartù dal Fenerbahçe alla squadra viola.

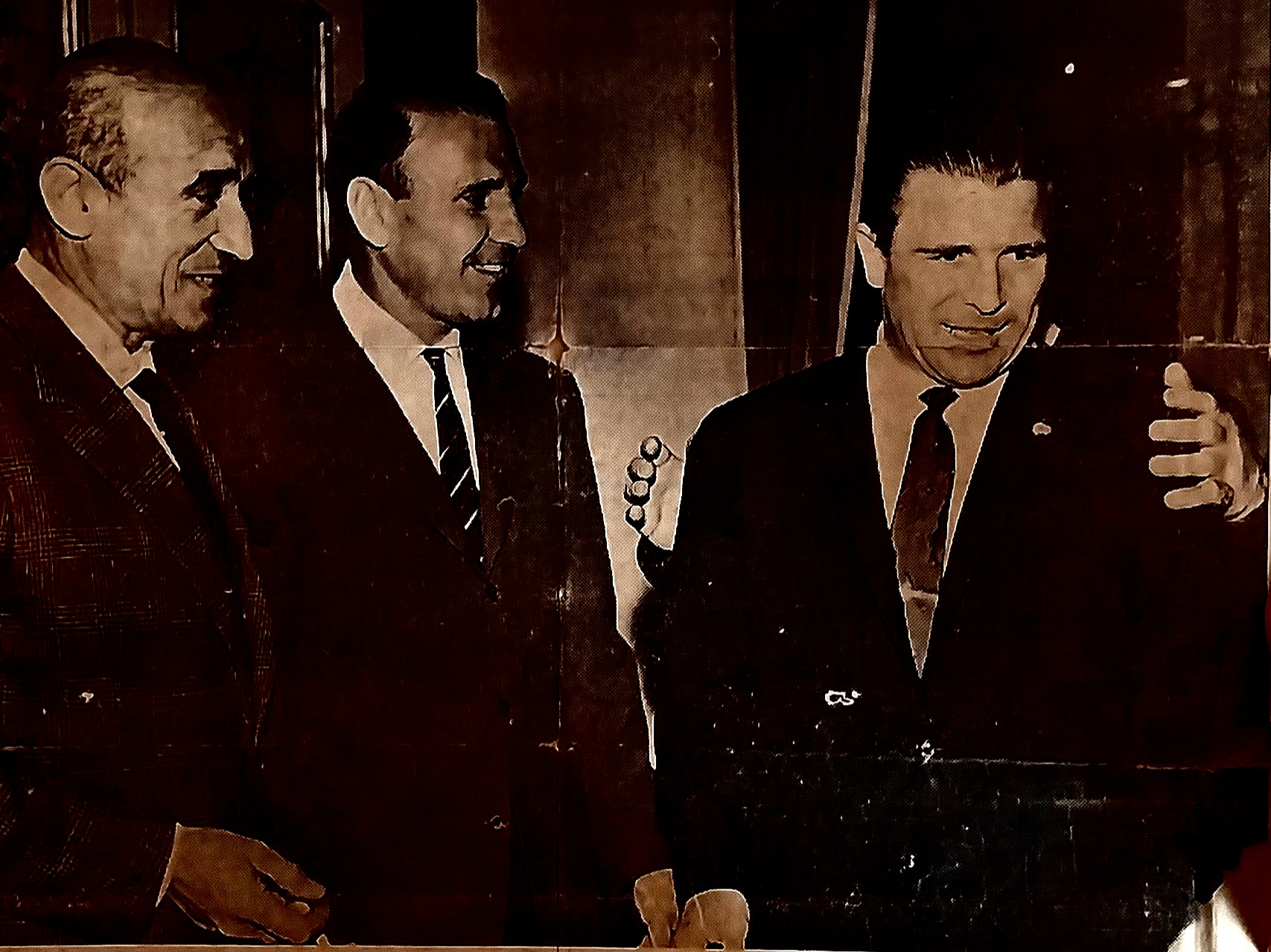
Szekely-Hidegkuti-Puskas

Nel 1963 diventa allenatore del Palermo, con cui disputa due discrete stagioni nel campionato di serie B, verrà esonerato per divergenze con la società nel 1965 nonostante il primo posto in classifica.

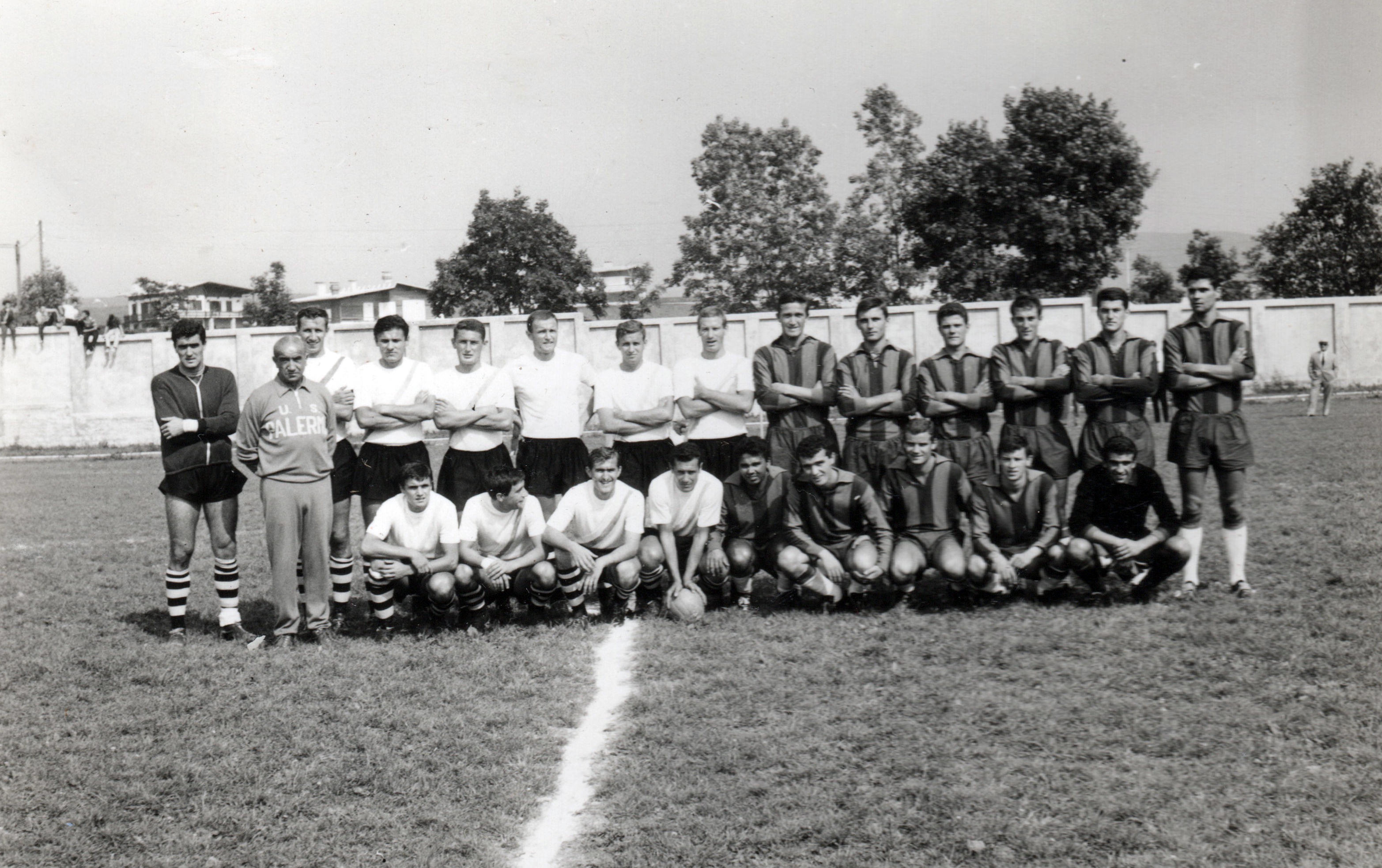
Palermo Calcio 1965

Dal 65 al 67 è in forza all'Alessandria,viene ingaggiato per far restare la squadra in serie B, ci riuscirà solo nella prima stagione, l'anno successivo si siederà sulla panchina dell'Alessandria a campionato iniziato non riuscendo questa volta a salvare la squadra dalla serie C.
Nel 1967-68 allena il Modena nel campionato di serie B e nel 1968-69 l'Albenga in serie D.

## La morte
Il 27 novembre 1969 muore a causa di un incidente con la sua auto, mentre percorreva l'autostrada Voghera-Piacenza, all'altezza di Robecco Pavese, lasciando moglie e due figli.

## Palmarès
- Campionato turco: 1

Fenerbahçe: 1960-1961
- Istanbul Football League: 2

Fenerbahçe: 1952-1953 1956-1957